# Rotala gerardii
Rotala gerardii är en fackelblomsväxtart som beskrevs av Raymond Boutique. Rotala gerardii ingår i släktet Rotala och familjen fackelblomsväxter. Inga underarter finns listade i Catalogue of Life.